# 戸田郁子
戸田 郁子（とだ いくこ、1959年 - ）は、文筆家。

## 来歴
愛知県豊橋市生まれ。学習院女子短期大学卒業。1983年より韓国に留学、延世大学韓国語学堂、高麗大学史学科で学ぶ。編集者。1991年韓国人写真家と結婚。国際結婚にいたるまでの顛末、韓国大家族主義との遭遇を描いたエッセイ『ソウルは今日も快晴』が韓国でベストセラーとなる。

## 著書
- ふだん着のソウル案内 晶文社 1988.2
- チョルムニ 韓国の若者たち 早川書房 1988.9
- ソウル・サランへ 日韓結婚物語 亜紀書房 1994.9  「ソウルは今日も快晴」(講談社文庫)
- 手の大きいお嫁さん 私の韓国語小辞典 アートン 2006.6 「ハングルの愉快な迷宮」講談社+α文庫
- 悩ましくて愛しいハングル 2011.1 (講談社+α文庫)
- 忘れられた痕跡　中国朝鮮族への旅　岩波書店、2011

## 翻訳
- 韓国の家具装飾 金昌文 加藤敬写真 平河出版社 1990.12 (アジア民俗写真叢書)
- 李さんちの物語 3-4 黄美那 講談社 2000 (モーニングKC)